# Exode (poème)
Pour les articles homonymes, voir Exode.

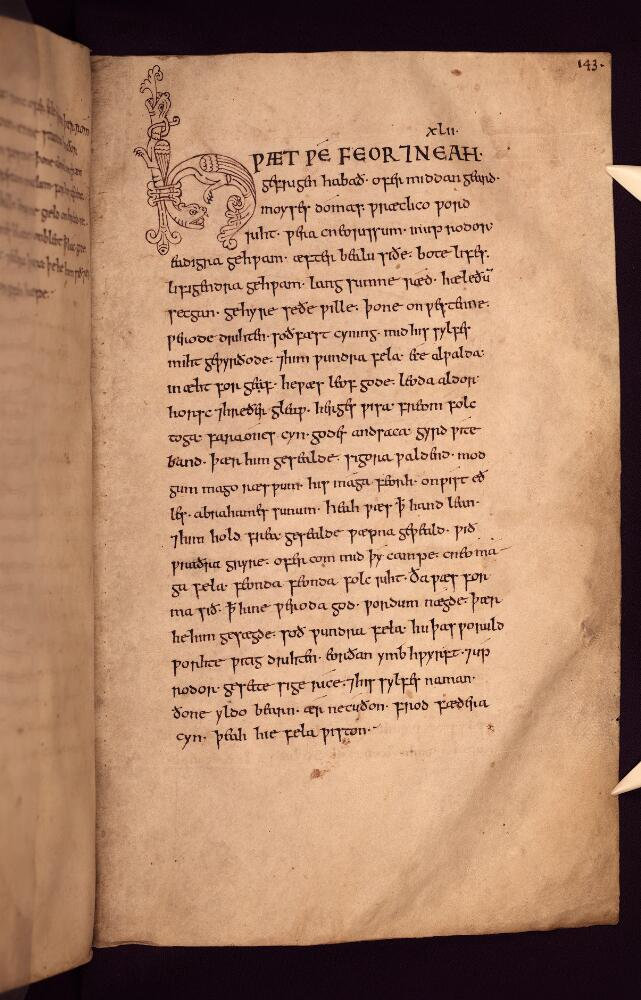
Le début du poème Exode dans le manuscrit Junius (page 143).

L'Exode (Exodus en anglais) est un poème en vieil anglais qui figure dans le manuscrit Junius. Long de 590 vers, il s'agit d'une variante sur le récit biblique de l'Exode hors d'Égypte des Hébreux, avec le passage de la mer Rouge, correspondant approximativement aux chapitres 13,20 à 14,31 du Livre de l'Exode. Bien que ce récit provienne de l'Ancien Testament, le poème est imprégné d'exégèse chrétienne, le voyage des Hébreux correspondant allégoriquement à la vie d'un membre de l'Église.
La compilation du manuscrit Junius remonte aux alentours de l'an 1000, mais il est impossible de dater la rédaction du poème.

## Résumé
Le poème débute en louant Moïse, puis entame le récit de l'Exode avec la dernière des dix plaies d'Égypte : la mort des premiers-nés égyptiens. Les Hébreux, décrits comme une armée, se mettent en marche, guidés par Dieu. Le jour, ils sont protégés de la chaleur du désert par un immense nuage, tandis que la nuit, c'est une colonne de flammes qui leur procure sa lumière. Ils avancent joyeusement jusqu'aux rives de la mer Rouge, où ils apprennent que Pharaon s'est lancé à leur poursuite avec ses troupes. La terreur s'empare alors des Hébreux, qui ne peuvent ni avancer, ni faire demi-tour.
Moïse leur redonne courage par un discours, et la mer s'ouvre devant eux pour les laisser passer. La tribu de Juda est la première à avancer, suivie par celle de Ruben, celle de Siméon et les autres. Le poème revient alors de manière abrupte sur l'histoire des patriarches Noé et Abraham, avec le Déluge et le sacrifice d'Isaac, avant d'aborder la destruction, décrite comme une véritable massacre, des troupes de Pharaon par les eaux de la mer se refermant sur eux. Après la mort des Égyptiens, Moïse prononce un autre discours célébrant Dieu, puis les Hébreux se partagent le butin de leurs ennemis vaincus.

## Codicologie
Comme la plupart des poèmes anglo-saxons, l’Exode n'est attesté que par une seule copie. Celle-ci figure dans le manuscrit Junius, un recueil de quatre poèmes bibliques en vieil anglais compilé aux alentours de l'an 1000. L’Exode occupe les pages 143 à 171 du codex, avec une lacune de quatre pages entre les pages 148 et 149 et une lacune de deux pages entre les pages 164 et 165. D'après les calculs de Peter J. Lucas, le texte complet du poème aurait été long de 736 vers, dont seulement 590 subsistent. La première lacune pourrait avoir traité de l'histoire de Joseph, tandis que la seconde décrivait vraisemblablement l'entrée de l'armée de Pharaon dans la mer,
Le manuscrit Junius est partiellement enluminé, mais ce travail d'illustration s'est interrompu au milieu de la Genèse, le poème qui précède l’Exode dans le codex. Le reste du livre présente ainsi des espaces vierges à l'endroit où les enluminures auraient dû être réalisées. En ce qui concerne l’Exode, dix-sept des vingt-neuf pages du poème (sans compter celles qui ont disparu) ne sont pas entièrement remplies de texte. Six d'entre elles n'en contiennent pas une ligne, ce qui signifie qu'elles auraient dû accueillir des illustrations en pleine page. L'unique élément de décoration que comprend l’Exode est la lettrine enluminée qui figure au tout début du texte : un H constitué de deux animaux. Dans le reste du poème, les emplacements qui auraient dû accueillir des lettrines contiennent soit des capitales simples (page 156, 160 et 166) ou bien rien du tout (page 146, 148 et 149).
Les trois premiers poèmes du manuscrit, la Genèse, l’Exode et Daniel, ont été recopiés à partir d'un modèle unique par un même scribe (le quatrième poème, Le Christ et Satan, n'est pas de la même main). Ces trois poèmes sont divisés en sections numérotées consécutivement, ce qui implique que le scribe les considérait comme une œuvre unique. L’Exode correspond aux sections XLII à XLVIIII. Certains des numéros de section n'ont pas été portés sur le manuscrit : seuls XLII, XLVI, XLVII et XLVIIII apparaissent effectivement, le découpage des autres sections devant être inféré à partir de la présence des grandes capitales ou des espaces vierges qui auraient dû accueillir des lettrines.

## Date et auteur
Ni la date de composition, ni l'auteur de l’Exode ne sont connus. Du fait même de son sujet, il ne peut avoir été composé avant la conversion des Anglo-Saxons au christianisme. Le premier poète anglo-saxon connu est Cædmon, un moine de l'abbaye de Whitby actif à l'époque de l'abbesse Hilda, entre 657 et 680. Il ne subsiste quasiment rien de son œuvre, mais Bède le Vénérable indique qu'il a mis en vers de nombreux passages de la Bible, dont « la création du monde, l'origine de l'homme et toute l'histoire de la Genèse », ainsi que « la sortie d'Égypte des enfants d'Israël et leur entrée en Terre promise, et beaucoup d'autres épisodes des Saintes Écritures ». La ressemblance entre le contenu du manuscrit Junius et la description de Bède incite le premier éditeur du manuscrit, François du Jon, à croire qu'il s'agit de poèmes écrits par Cædmon. Son édition, parue en 1655, s'intitule ainsi Cædmonis monachi paraphrasis poetica Genesios ac praecipuarum sacrae paginae historiarum…. Cette attribution reste incontestée jusqu'au milieu du XIXe siècle. Elle finit par être abandonnée au regard des considérables différences stylistiques qui séparent les poèmes, mais l'appellation de « manuscrit de Cædmon » continue à être employée pour désigner le manuscrit Junius 11.
La borne finale pour la composition de l’Exode est la composition du manuscrit Junius, soit la fin du Xe siècle. Il est rédigé en saxon occidental de cette période, mais avec des éléments qui ne relèvent pas de ce dialecte du vieil anglais, ce qui suggère une origine géographique différente, peut-être northumbrienne. Les connaissances religieuses de l'auteur impliquent qu'il était moine ou prêtre. Peter J. Lucas propose de situer la composition de l’Exode au VIIIe siècle, « entre l'époque de Bède et l'époque d'Alcuin », tout en soulignant qu'il est impossible d'exclure totalement une date postérieure. Edward B. Irving le daterait lui aussi du début du VIIIe siècle, « une ou deux générations après Cædmon ».
La digression sur Noé et Abraham qui occupe les vers 362 à 445, comparable à celles que l'on trouve dans Beowulf, est considérée comme une interpolation par certains éditeurs du XIXe siècle et du début du XXe siècle, qui la surnomment « Exode B », de la même manière que la Genèse B est interpolée dans la Genèse A. Cette théorie est aujourd'hui abandonnée et la digression considérée comme faisant partie intégrante du poème,,.